# Ciprian Tudosă

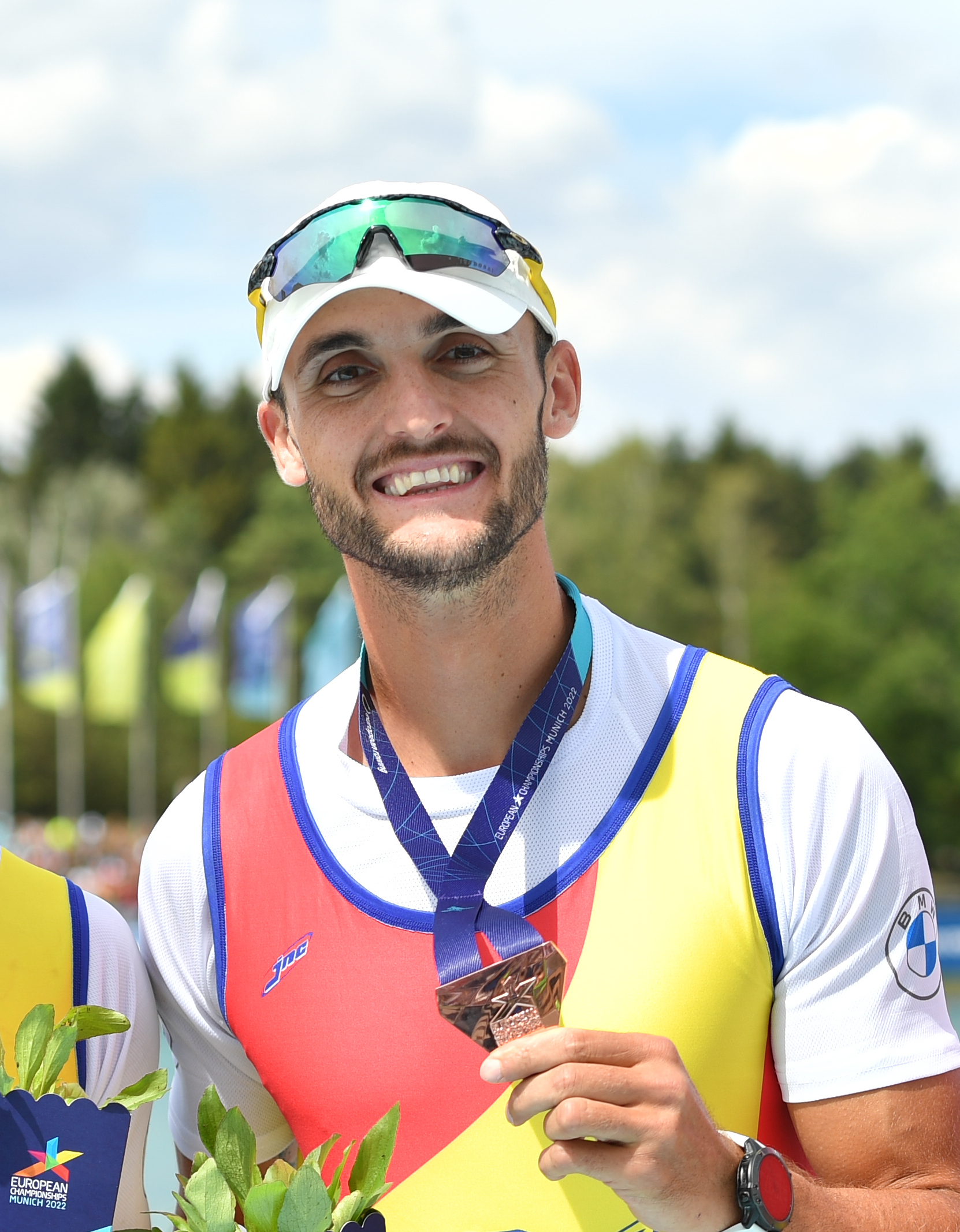
Ciprian Tudosă während der European Championships 2022 in München

Ciprian Tudosă (* 31. März 1997 in Fălticeni) ist ein rumänischer Ruderer. Er wurde 2021 Olympiazweiter im Zweier ohne Steuermann.

## Sportliche Karriere
Bei den Junioren-Weltmeisterschaften 2013 ruderte Tudosă im rumänischen Achter und belegte den sechsten Platz. Im Jahr darauf gewann er zusammen mit Gheorghe Dedu im Zweier ohne Steuermann bei den Olympischen Jugendspielen. Bei den Junioren-Weltmeisterschaften 2015 siegte Tudosă mit dem Vierer ohne Steuermann. 2016 belegte er mit dem Achter den fünften Platz bei den U23-Weltmeisterschaften. 2017 gewann Tudosă Silber mit dem Achter.
Bei den Europameisterschaften 2017 in Račice u Štětí siegte der italienische Vierer ohne Steuermann vor den Rumänen mit Cristian Ivascu, Vlad Aicoboae, Marius-Vasile Cozmiuc und Ciprian Tudosă. Vier Monate später ruderten Ivascu, Cozmiuc und Tudosă bei den Weltmeisterschaften 2017 im rumänischen Achter auf den fünften Platz. 2018 bildeten der 1,97 m große Cozmiuc und der 1,95 m große Tudosă einen Zweier ohne Steuermann. Bei den Europameisterschaften 2018 in Glasgow gewannen die beiden die Bronzemedaille hinter den Kroaten Martin und Valent Sinković sowie den Franzosen Valentin und Théophile Onfroy. In Plowdiw bei den Weltmeisterschaften 2018 siegten die beiden Kroaten vor den Rumänen und den Franzosen. Im Jahr darauf siegten die Sinković-Brüder auch bei den Europameisterschaften in Luzern, Cozmiuc und Tudosă erhielten Silber vor dem spanischen Boot. 2020 gewannen Cozmiuc und Tudosă den Titel bei den Europameisterschaften in Posen vor den Kroaten. Im Jahr darauf belegten sie bei den Europameisterschaften 2021 in Varese den vierten Platz hinter den Booten aus Kroatien, Italien und Serbien. Bei den Olympischen Spielen in Tokio gewannen Cozmiuc und Tudosă sowohl ihren Vorlauf als auch ihren Hoffnungslauf. Im Finale siegten die Sinković-Brüder mit einer Sekunde Vorsprung vor den Rumänen, die ihrerseits über drei Sekunden Vorsprung auf die drittplatzierten Dänen hatten.
2022 trat Ciprian Tudosă bei den Europameisterschaften in München zusammen mit Mihai Chiruță, Ioan Prundeanu und Marian Enache im Doppelvierer an und gewann die Bronzemedaille. Bei den Weltmeisterschaften in Račice u Štětí wurde der rumänische Doppelvierer Sechster. 2023 wurden Florin Arteni und Ciprian Tudosă bei den Europameisterschaften in Bled Siebte im Doppelzweier. Mit dem Achter gewannen die beiden die Silbermedaille mit 0,05 Sekunden Rückstand auf die Briten. Bei den Weltmeisterschaften in Belgrad traten Arteni und Tudosă nur im Doppelzweier an und wurden Siebte. Bei den Europameisterschaften 2024 in Szeged gewann Tudosă Bronze mit dem Achter. Im Vierer ohne Steuermann wurden Andrei Mândrilă, Mugurel Semciuc, Ștefan Berariu und Ciprian Tudosă Vierte mit fast zwei Sekunden Rückstand auf die Medaillenränge. Drei Monate später bei der Olympiaregatta in Paris bildeten Ștefan Berariu, Sergiu Bejan, Andrei Mândrilă und Ciprian Tudosă den Vierer, der im Finale als fünftes Boot die Ziellinie erreichte.